# Länsväg

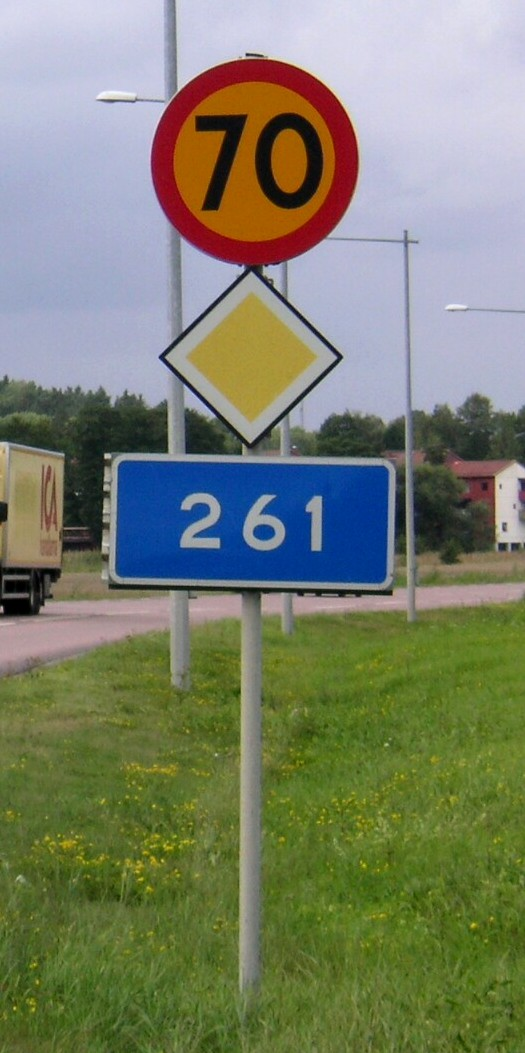
Länsväg 261 auf Ekerö, auch Ekerövägen genannt

Ein Länsväg (Plural Länsvägar) ist in Schweden eine nicht private, allgemeine Straßenverbindung, die weder Europaväg (Europastraße) noch Riksväg (entspricht Bundesstraße) darstellt. Der Name rührt vom schwedischen Län her. Länsvägar werden in drei Kategorien eingeteilt: primär, sekundär und tertiär. Das Nummerierungssystem wurde 1945 eingeführt und 1962 neu angepasst. In Schweden gibt es insgesamt 82.873 Kilometer Länsvägar.
Primäre Länsvägar haben die Nummernserie 100 bis 499 und können auch, trotz des Namens, überregional sein, das heißt über die Provinzgrenzen führen. Primäre Länsvägar werden immer mit Schildern gekennzeichnet und mit weißen Ziffern auf blauem Grund angezeigt. Beispielsweise Länsväg 222, auch Värmdöleden genannt, er verbindet Stockholm mit der Gemeinde Värmdö.
Die Nummerierung beginnt im Süden des Landes mit 100 bis 119 und umfasst Skåne bis Helsingborg–Kristianstad und endet in Norrland mit den Nummern 300 bis 400.
Sekundäre und tertiäre Länsvägar haben eigene Nummernserien in jeder Provinz und werden in Karten mit dem so genannten Länsbuchstaben (länsbokstav) gefolgt von der Wegnummer angegeben. Beispielsweise Länsväg C 1039 streckt sich von der Grenze Stockholms läns nach Säby und wird auch gemeinhin Sigtunavägen genannt. Der Länsbuchstabe C steht hierbei für Uppsala län. Sekundäre und tertiäre Länsvägar sind üblicherweise nicht beschildert, wobei es Ausnahmen gibt.
Die Nummerierung der sekundären Länsvägar ist 500 bis 2999 und für die tertiären Länsvägar ist sie 3000 bis 9999.
Weitere Fakten:
- Der längste Länsväg ist der mit Nummer 363, von Umeå nach Ammarnäs, Länge 325 Kilometer
- Der kürzeste Länsväg ist der mit Nummer 402, bei Pello nahe der finnischen Grenze, Länge 3,3 Kilometer
- Der Länsväg mit der Nummer 137 verbindet Kalmar mit Färjestaden und führt über die 6 Kilometer lange Ölandsbron.